# Pedum spondyloideum
Pedum spondyloideum is een tweekleppigensoort uit de familie van de Pectinidae. De wetenschappelijke naam van de soort is voor het eerst geldig gepubliceerd in 1791 door Gmelin.
Rechter en linker klep van hetzelfde exemplaar:

Rechter klep
Linker klep